# اعتقال باتريك زكي

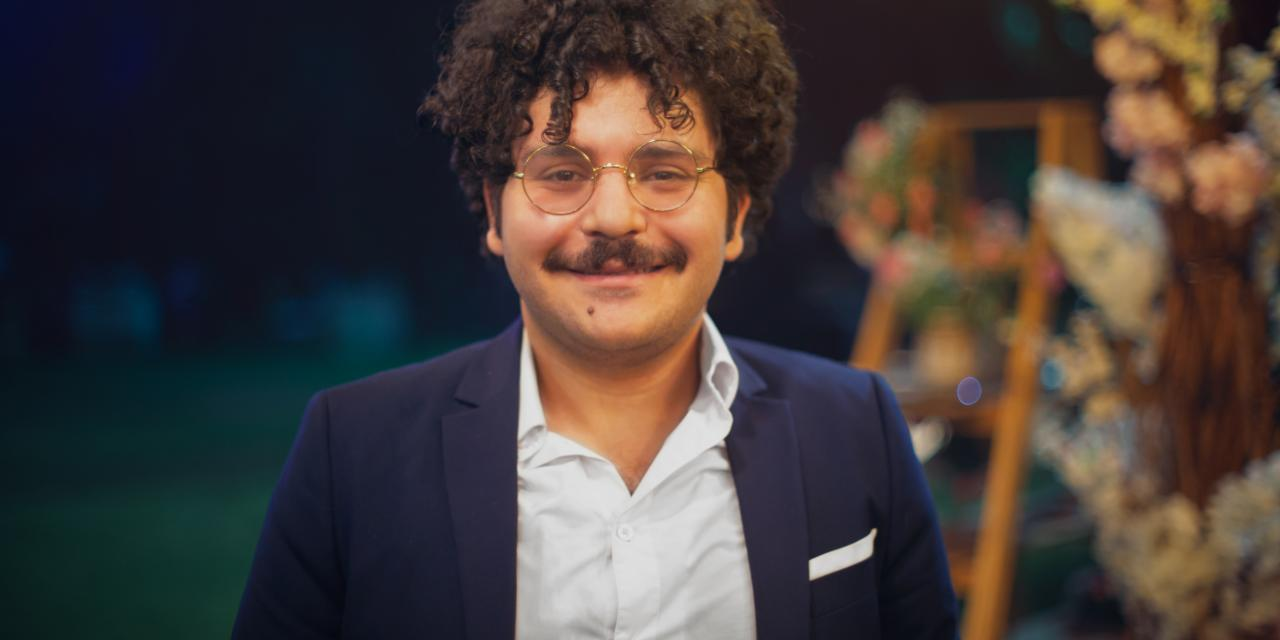
باتريك زكي

باتريك جورج زكي، طالب دراسات عليا مصري بجامعة بولونيا بإيطاليا، محتجز في مصر منذ 7 فبراير 2020. يدرس زكي للحصول على درجة الماجستير في برنامج إيراسموس موندوس في دراسات المرأة والجندر من جامعة بولونيا. كما يقوم بإجراء البحوث والدعوة حول قضايا النوع الاجتماعي وحقوق الإنسان من خلال المبادرة المصرية للحقوق الشخصية (EIPR)، وهي منظمة لحقوق الإنسان تتخذ من القاهرة مقراً لها.

## قبض
ألقي القبض على زكي لدى وصوله مطار القاهرة الدولي أثناء عودته إلى وطنه من بولونيا في زيارة عائلية قصيرة. وبحسب ما ورد اعتقل جهاز الأمن القومي المصري زكي واستجوبه بشأن الفترة التي قضاها في إيطاليا وعمله في مجال حقوق الإنسان، ثم اقتاده إلى مكان لم ُيكشف عنه.تم اعتقاله وتوجيه تهم له من بينها «نشر أخبار كاذبة» و «التحريض على الاحتجاج». طبقاً لمحاميه، أبقي عناصر جهاز الأمن الوطني زكي معصوب العينين ومقيدي اليدين طوال 17 ساعة من استجوابه في المطار، ثم تم نلقه إلي موقع تابع لجهاز الأمن الوطني في المنصورة لم ُيكشف عنه، حيث استجوبوه حول عمله الحقوقي ودراسته في إيطاليا. تعرض زكي للتهديد والضرب على بطنه وظهره بشكل متكرر أثناء الاستجواب وتم تعذيبه بالصدمات الكهربائية. وزُعم أنه تعرض للتعذيب، بما في ذلك الضرب والصعق بالصدمات الكهربائية.

## اعتقال

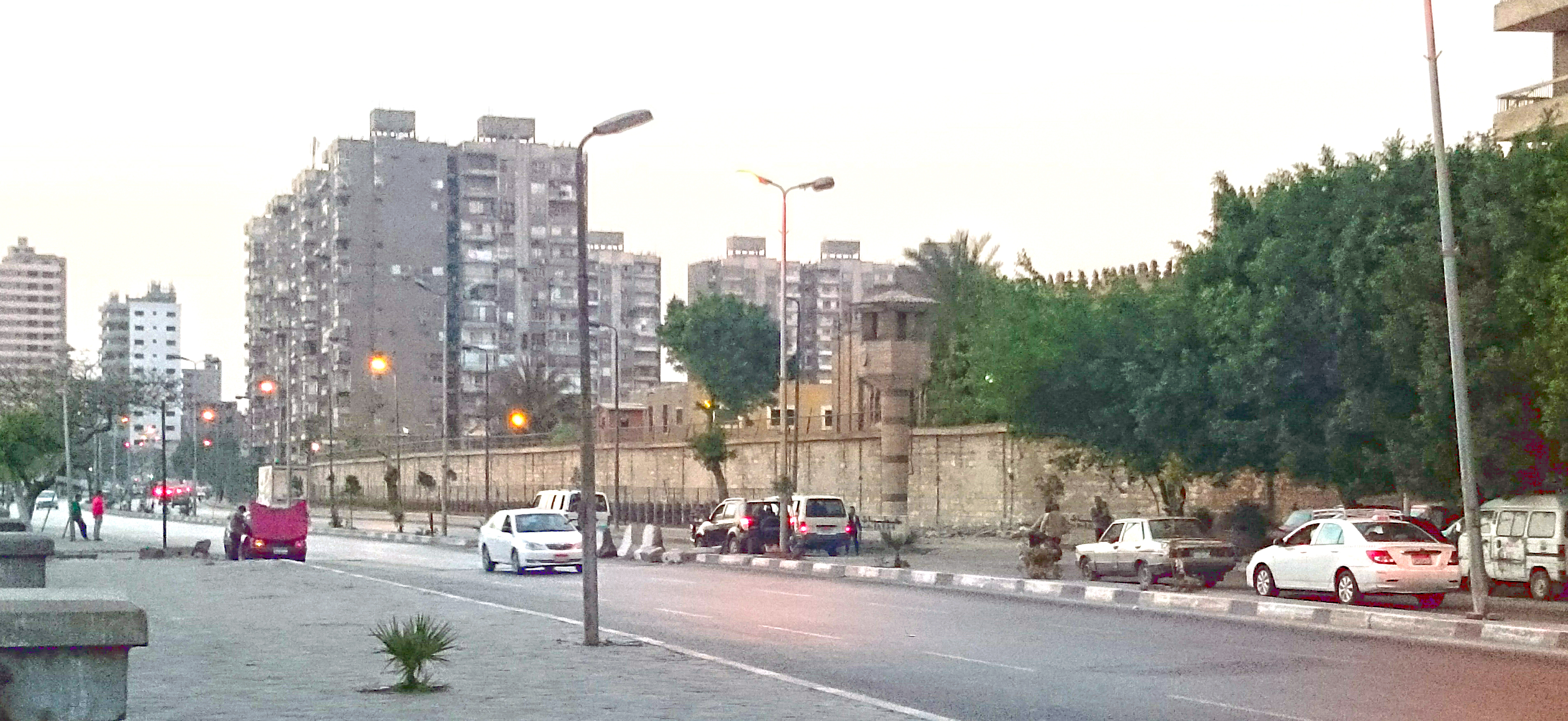
سجن طرة بالقاهرة

في 8 فبراير، تم إحضار زكي إلى مكتب المدعي العام وأمرت النيابة باحتجازه لمدة 15 يومًا على ذمة التحقيقات  في مزاعم نشر أخبار كاذبة والدعوة إلى احتجاجات غير مصرح بها. ونفى المدعي العام مزاعم التعذيب على أيدي الشرطة. في 10 مارس / آذار، علقت السلطات المصرية زيارات السجون لمنع انتشار COVID-19، لكنها لم تقدم وسائل اتصال بديلة بين العائلات والمحتجزين على النحو المنصوص عليه في القانون المصري. يعاني زكي من الربو مما يزيد من مخاطر إصابته إذا تعرض لـ COVID-19 في سجن طرة. في 5 مايو 2020، جددت نيابة أمن الدولة العليا احتجازه لمدة 15 يومًا على ذمة التحقيقات دون حضور زكي أو محاميه. تقاعست سلطات السجن عن نقله إلى نيابة أمن الدولة العليا لمدة سبعة أسابيع لحضور جلسة تجديد حبسه. في 7 أكتوبر 2020، تم تمديد اعتقاله لمدة 45 يومًا أخرى.

## ضغط دولي
نظم أصدقاء زكي وطلاب آخرون ومنظمات حقوقية وجامعات إيطالية عدة تحركات في إيطاليا فور انتشار خبر اعتقاله.
قدم ديفيد ساسولي، رئيس البرلمان الأوروبي، استفسارين برلمانيين في ستراسبورغ في فبراير 2020. أثار الاستفسار الأول في 10 فبراير / شباط انتباه الممثل السامي للاتحاد للقضية وطُلب منه رفع القضية إلى السلطات المصرية للمطالبة بالإفراج الفوري عن زكي. والثاني، في 12 فبراير / شباط، يكرر الطلب ويذكّر السلطات المصرية بأن «علاقات الاتحاد الأوروبي مع الدول الأخرى تعتمد على احترام حقوق الإنسان والحقوق المدنية، كما أكدته العديد من القرارات التي وافق عليها البرلمان الأوروبي». ويطالب بمراجعة علاقات أوروبا مع مصر ويتساءل عما إذا يتطلب الأمر تعليق اتفاقية التجارة الحرة ما لم يتم الإفراج عن زكي وغيره من النشطاء الذين حوكموا ظلماً.
كتب ستة وعشرون عضوًا إيطاليًا في البرلمان الأوروبي رسالة إلى السفير الإيطالي بالقاهرة، جيامباولو كانتيني، يطالبونه فيها بالتعهد والمساعدة من أجل الإفراج عن باتريك زكي.
قال فيليب لوثر، مدير البحوث وأنشطة المناصرة للشرق الأوسط وشمال أفريقيا في منظمة العفو الدولية: «إن الاعتقال التعسفي والتعذيب الذي قامت به السلطات لباتريك زكي هو مثال آخر على القمع الراسخ الذي تمارسه الدولة ضد المعارضين والمدافعين عن حقوق الإنسان، والتي تصل إلى مستويات أكثر جرأة مع كل يوم يمر».
حث الباحثون المعرضون للخطر السلطات المصرية على الإفراج الفوري عن زكي، اعتباراً لسلامته وتمكينه من الوصول إلى مستشار قانوني وأسرته وعلاج طبي. وقعت اثنتا عشرة جامعة إيطالية أعضاء في فرع سار إيطاليا رسالة إلى السلطات المصرية تطالب بالإفراج عن زكي. في يوم 12/02/2020، طالبت سكارليت جوهانسون إطلاق سراح باتريك زكي بفيديو انتشر على نطاق واسع على وسائل الإعلام العالمية.

## الإفراج عنه
قررت محكمة مصرية الإفراج عن الناشط والباحث باتريك جورج زكي بعد 22 شهرا من اعتقاله لدى وصوله القاهرة قادما من إيطاليا بتهمة «نشر أخبار كاذبة». وقالت المبادرة المصرية للحقوق الشخصية، وهي الجمعية الحقوقية المستقلة التي يعمل بها زكي، إن محاكمته تأجلت إلى الأول من فبراير/ شباط المقبل.

## روابط خارجية
- حملة العفو عن زكي
- معلومات حالة SAR عن زكي